# Liste der Menhire in Baden-Württemberg
Die Liste der Menhire in Baden-Württemberg umfasst alle bekannten Menhire auf dem Gebiet des heutigen Bundeslandes Baden-Württemberg.

## Liste der Menhire
- Menhir: Nennt die Bezeichnung des Menhirs sowie gebräuchliche Alternativbezeichnungen
- Ort: Nennt die Gemeinde und ggf. den Ortsteil, in dem sich der Menhir befindet.
- Landkreis: Nennt den Landkreis, dem die Gemeinde angehört. FN: Bodenseekreis; HD: Rhein-Neckar-Kreis; LÖ: Landkreis Lörrach; OG: Ortenaukreis; TÜ: Tübingen/Landkreis Tübingen; WT: Landkreis Waldshut
- Typ: Unterscheidung verschiedener Untertypen:[1]
  - Menhir: ein einzeln stehender, unverzierter und nicht mit einem Grab verbundener Stein
  - verzierter Menhir: ein einzeln stehender, verzierter und nicht mit einem Grab verbundener Stein
  - Grabstele: ein auf einem Grabhügel stehender Stein
  - Monolith: sonstiger Stein mit Menhircharakter

| Menhir                                                                                                | Ort                               | Landkreis | Typ               | Anmerkungen | Bild                                       |
| --- | --------------------------------- | --------- | ----------------- | --- | ------------------------------------------ |
| Menhir von Bad Säckingen                                                                              | Bad Säckingen                     | WT        | Menhir            | | Menhir von Bad Säckingen                   |
| Monolith von Betenbrunn                                                                               | Heiligenberg, OT Betenbrunn       | FN        | Monolith          | Einordnung als Menhir unsicher, evtl. nur ein Findling                                                                                         | Monolith von Betenbrunn                    |
| Menhir von Bohlsbach („Der Dicke Stein“)                                                              | Offenburg, OT Bohlsbach           | OG        | Menhir            | |                                            |
| Menhir von Brombach („Hinkelstein“)                                                                   | Eberbach, OT Brombach             | HD        | Menhir            | | Hinkelstein von Brombach                   |
| Menhir von Degernau                                                                                   | Wutöschingen, OT Degernau         | WT        | Menhir            | | Menhir von Degernau                        |
| Menhir von Dossenbach („Der Stein“)                                                                   | Schwörstadt, OT Dossenbach        | LÖ        | Menhir            | | Menhir bei Dossenbach ("Der Stein")        |
| Menhir von Gaiß („Kegelstein“)                                                                        | Waldshut-Tiengen, OT Gaiß         | WT        | Menhir            | |                                            |
| Menhir von Kilchberg                                                                                  | Tübingen, OT Kilchberg            | TÜ        | Grabstele         | heute im Landesmuseum Württemberg in Stuttgart, am Fundort steht eine Kopie                                                                    | Grabhügel und Menhir von Kilchberg (Kopie) |
| Monolith von Leutkirch                                                                                | Salem, OT Leutkirch               | FN        | Monolith          | | Monolith von Leutkirch                     |
| Menhir von Niederdossenbach („Hunnenstein“)                                                           | Schwörstadt, OT Dossenbach        | LÖ        | Menhir            | | Hunnenstein von Niederdossenbach           |
| Menhir von Nöggenschwiel („Langstein“)                                                                | Weilheim, OT Nöggenschwiel        | WT        | Menhir            | | Menhir von Nöggenschwiel                   |
| Menhir von Ortenberg („Pipelistein“, „Bibelistein“, „Bibilisstein“, „Gluckelestein“, „Gluckelistein“) | Ortenberg                         | OG        | Menhir            | | Menhir von Ortenberg                       |
| Menhir von Rammersweier                                                                               | Offenburg, OT Rammersweier        | OG        | Monolith          | | Monolith von Rammersweier                  |
| Menhir von Rottenburg-Herderstraße                                                                    | Rottenburg am Neckar              | TÜ        | verzierter Menhir | heute im Archäologischen Landesmuseum Baden-Württemberg in Konstanz                                                                            |                                            |
| Menhir 1 von Rottenburg-Lindele                                                                       | Rottenburg am Neckar              | TÜ        | verzierter Menhir | wohl sekundär als Grabstele in einem eisenzeitlichen Gräberfeld verwendet; heute im Archäologischen Landesmuseum Baden-Württemberg in Konstanz | Menhir I von Rottenburg-Lindele            |
| Menhir 2 von Rottenburg-Lindele                                                                       | Rottenburg am Neckar              | TÜ        | verzierter Menhir | wohl sekundär als Grabstele in einem eisenzeitlichen Gräberfeld verwendet; heute im Archäologischen Landesmuseum Baden-Württemberg in Konstanz |                                            |
| Menhir von Sandhausen („Hünenstein“, „Hinkelesstein“)                                                 | Sandhausen                        | HD        | Monolith          | | Hühnenstein von Sandhausen                 |
| Menhir von Schatthausen („Der Lange Stein“, „Heidensäule“, „Marksaul“, „Steinerne Saull“)             | Wiesloch, OT Schatthausen         | HD        | Grabstele         | | Menhir von Schatthausen                    |
| Monolith von Seefelden                                                                                | Uhldingen-Mühlhofen, OT Seefelden | FN        | Monolith          | Einordnung als Menhir unsicher, evtl. nur ein Findling                                                                                         | Menhir von Seefelden                       |
| Menhir von Tiengen („Der Lange Stein“, „Chindlistein“)                                                | Waldshut-Tiengen, OT Tiengen      | WT        | Menhir            | | Chindlistein von Tiengen                   |
| Menhir von Weilheim                                                                                   | Tübingen, OT Weilheim             | TÜ        | verzierter Menhir | heute im Archäologischen Landesmuseum Baden-Württemberg in Konstanz, in der Nähe des Fundplatzes steht eine Kopie                              | Menhir von Weilheim (Kopie)                |